# 翊府
翊府，隋唐北宋军府名。即翊卫府。
隋朝左卫、右卫设置翊府，分左翊一开府、二开府、三开府、四开府，各领开府府、仪同府，为内府。左右翊卫正八品上，隋炀帝大业三年（607年）改翊卫为武侍。唐朝十二卫都下设翊府，左卫、右卫领翊一、翊二两府，左骁卫、右骁卫、左武卫、右武卫、左威卫、右威卫、左领军卫、右领军卫、左金吾卫、右金吾卫各领翊府一府。每府设中郎将一员，左右郎将各一员，兵曹参军事一员，校尉五员，旅帅十员，队正二十员，副队正二十员，领翊卫，正八品上，受到亲信，号称为内仗。管理宿卫。有大朝会、巡幸则领仪仗。是士大夫进身之阶，唐朝初年，四品官的孙子、五品及上柱国的儿子补翊卫。
隋朝东宫官领兵开府置翊府，领开府府、仪同府，为内府。太子翊卫为从八品上，隋炀帝大业三年（607年），改太子翊卫为良曹。唐朝改良曹为率府御卫，从八品上。唐朝太子左右卫率府所领翊卫府，每府设中郎将一员，左右郎将各一员，录事一员，兵曹参军事一员，校尉五员，旅帅十员，队正二十员，副队正二十员。领翊卫，管理宿卫，大朝会及太子出行则领仪仗。勋官二品和县男以上，散官五品以上子若孙补率府翊卫。
宋徽宗崇宁四年（1105年）置翊卫府，设郎、中郎各二十人，领翊卫掌殿廷陛卫之事。翊卫以卿监、正任刺史、遥郡团练使以上势官子孙充任，次年废除。